# WarioWare, Inc.: Mega Microgames!
WarioWare, Inc.: Mega Microgames!; na região PAL: WarioWare, Inc.: Minigame Mania e no Japão: Made in Wario (メイド イン ワリオ); é um jogo produzido pela Nintendo para Game Boy Advance, baseado em uma empresa imaginária controlada por Wario. O título fez parte do pacote de vinte jogos disponibilizados gratuitamente aos "embaixadores" do Nintendo 3DS, que haviam comprado o console antes do corte de preço, e pôde ser baixado, exclusivamente por eles, a partir de 16 de dezembro de 2011.

## Microjogos
As fases deste jogo são tão curtas que não podem ser consideradas microjogos. Elas têm apenas 5 segundos de duração cada (exceto os chefes, que são minigames).
Este jogo lembra muito o conhecido Mario Party, pois possui vários minijogos do início ao fim. Cada microjogo que se passa em um mundo aumenta a velocidade do jogo.

## Jogabilidade
A jogabilidade é simples e intuitiva. Antes de cada microgame, o jogador recebe instruções rápidas para completá-lo, como "Enter!", "Avoid", etc.
Por exemplo, no minigame "Enter!", você deve conduzir Link para dentro de uma caverna. No minigame "Eat!", o jogador deve comer uma maçã, banana ou sanduíche.